# Two Swords
«Two Swords» (Dues espases) és el primer episodi de la quarta temporada, el 31è del total, de la sèrie televisiva Game of Thrones de la productora nord-americana HBO. L'episodi fou escrit pels guionistes David Benioff i D. B. Weiss, i dirigit per Weiss. Es va estrenar el 6 d'abril del 2014.

## Argument

### A Port Reial
Tywin Lannister (Charles Dance) decideix fondre la gran espasa ancestral de la familia Stark, d'acer valyrià, per convertir-la en dues noves espases de menor mida. Una la dona al seu fill Jaime (Nikolaj Coster-Waldau), que manté l'esperança d'aprendre a usar-la només amb la mà esquerre. Tywin ordena a Jaime que abandoni la Guàrdia Reial i se'n vagi a Roca Casterly per governar en el seu lloc, però Jaime no ho accepta. Fora dels murs de la ciutat, Tyrion (Peter Dinklage), el seu escuder Podrick (Daniel Portman), i el mercenari-convertit-en-cavaller Bronn (Jerome Flynn) esperen l'arribada del príncep Doran Martell i el seu seguici, però són informats que, degut a una indisposició, serà representat pel seu germà petit, el príncep Oberyn (Pedro Pascal). Oberyn, que ja ha arribat, fereix a un soldat Lannister en un prostíbul de Lord Baelish abans que Tyrion arribi. Oberyn revela a Tyrion que ha vingut a Port Reial buscant revenja per la mort de la seva germana, Elia, i els seus dos fills. Elia havia estat casada amb el príncep Rhaegar Targaryen abans que Robert Baratheon el matés i Port Reial caigués en mans de l'exèrcit de Tywin. Oberyn vol matar Ser Gregor Clegane, ja que es rumoreja que havia violat a Elia durant el setge i, amb l'espasa, l'havia partit per la meitat. A l'exterior, Shae (Sibel Kekilli) intenta que Sansa (Sophie Turner) mengi. Sansa explica a Tyrion que no pot menjar ni dormir des del violent assassinat de la seva mare i del seu germà. El mateix Tyrion admet que el que van fer amb ells ("Les pluges de Castamere") va ser un crim horrible. Quan ella se'n va al bosc dels déus, Tyrion torna a la seva habitació i rebutja els intents de Shae per materialitzar el seu romanç, mentre són espiats per una donzella de Sansa.
Dins el castell, Qyburn (Anton Lesser) col·loca una sòlida mà d'or a Jaime. Quan surt, Jaime i la seva germana bessona, Cersei (Lena Headey), discuteixen sobre l'estat de la seva relació abans de ser interromputs per la donzella de Sansa que porta informació fresca. Als jardins, Lady Olenna Tyrell (Diana Rigg) i la seva neta, Margaery (Natalie Dormer), preparen el casament reial abans que Brienne de Tarth (Gwendoline Christie) demani parlar amb Margaery per explicar com una ombra amb la cara de Stannis Baratheon va matar Lord Renly ("El fantasma de Harrenhal"). Al mateix temps, el rei Joffrey (Jack Gleeson) fustiga a Jaime per la seva absència durant la batalla d'Aigüesnegres, burlant-se de la seva edat, de la pèrdua de la seva mà i de no haver pogut assolir ser membre de la Guàrdia Reial. Després, Brienne intenta fer complir a Jaime la promesa de tornar les nenes Stark a la seva família, però Jaime comenta que això s'ha complicat molt després de la mort de Catelyn Stark i del casament de Sansa amb Tyrion. Quan surt del bosc dels déus, Sansa troba a Dontos Hollard (Tony Way), el bufó del rei que abans havia estat cavaller. Dontos li dona les gràcies a per haver-li salvat la vida durant la celebració del dia del nom del rei Joffrey ("El Nord recorda"), i li entrega el collaret de la seva mare en senyal d'agraïment.

### Al Nord
Tot esperant les ordres de Mance Rayder, Ygritte (Rose Leslie) discuteix amb Tormund Matagegants (Kristofer Hivju) sobre el seu pròxim moviment abans de ser interromputs per Styr (Yuri Kolokolnikov) i el seu grup de caníbals thenites. Al Castell Negre, Jon Snow (Kit Harrington) és jutjat davant Ser Alliser Thorne (Owen Teale), Janos Slynt (Dominic Carter), i el mestre Aemon Targaryen (Peter Vaughan). Jon admet haver matat Qhorin Mitjamà, i haver dormit amb Ygritte, però també revela el que ha descobert els plans dels salvatges. Slynt demana que Jon sigui executat com un traïdor, i Thorne, que està actuant com a Lord Comandant de la Guàrdia de la Nit, després de la mort del Comandant Mormont Jeor, està d'acord amb ell, però en última instància, el mestre Aemon el posa en llibertat.

### A l'altra banda del Mar Estret
Després d'interrompre una partida de jocs d'atzar entre Daario Naharis (Michiel Huisman) i Cuc Gris (Jacob Anderson), i aprenent una dura lliçó sobre la naturalesa dels seus dracs, Daenerys Targaryen (Emilia Clarke) condueix al seu exèrcit en una marxa cap a Mereen, l'última de les tres grans ciutats d'esclaus. En el camí, Daario intenta festejar a Daenerys i l'adverteix que si ella planeja governar la terra, ha d'aprendre més sobre l'estil de vida i la cultura dels esclaus que està alliberant. El seu progrés és detingut pel descobriment d'una esclava morta clavada a un senyal. Li diuen que hi ha cent seixanta-tres nens esclaus morts, clavats a cadascun dels senyals que hi ha fins a Mereen. Daenerys decideix que ha de veure totes i cadascuna de les cares dels nens assassinats.

### A Aigüesvives
Sandor "El gos" Clegane (Rory McCann) explica a la captiva Arya Stark (Maisie Williams), que té la intenció d'entregar-la a la seva tia Lysa al Niu d'Àligues per així poder cobrar un rescat. Fent camí, van arribar a una posada amb diversos soldats Lannister a l'interior. Arya va veure a Polliver (Andy Kellegher), l'home que li va robar la seva espasa, "agulla". Encara que alguns tenien por del gos, Polliver inicià conversa amb ell i, després d'intercanviar insults, s'involucraren en una baralla, on "El gos" matà molts soldats, Arya va recuperar l'"agulla" de Polliver i l'utilitzà per matar-lo de la mateixa manera que ell havia assassinat a Lommy ("Que mai moren"). Els dos surten de la taverna, Arya ara en possessió d'un cavall robat. La càmera enfoca cap a fora per mostrar Aigüesvives, cremada i desolada per "La muntanya" i els seus homes.

## Producció
L'episodi va ser dirigit pel mateix equip de guionistes, [1] encara que per complir amb les regles del Directors Guild of America només Weiss s'acredità per dirigir-lo. [2] Ells prèviament ja havien codirigit l'episodi de la tercera temporada "Passeig de càstig", en què Benioff també va rebre tot el crèdit com a director. [3]

## Càsting
A partir d'aquest episodi, Gwendoline Christie (Brienne de Tarth) i Kristofer Hivju (Tormund Matagegants) són considerats intèrprets regulars de la sèrie. L'episodi introdueix nous membres del repartiment, com Pedro Pascal (Oberyn Martell) i Indira Varma (Ellaria Sand), mentre Michiel Huisman reemplaça Ed Skrein com a Daario Naharis. Owen Teale (Alliser Thorne), Dominic Carter (Janos Slynt) i Tony Way (Ser Dontos) fan aparicions de retorn després d'una absència de diversos anys (Teale en la primera temporada, Carter & Way en la segona).
D'altres membres del repartiment com Liam Cunningham (Davos Seawort), Carice van Houten (Melisandre), Stephen Dillane (Stannis Baratheon), Aidan Gillen (Petyr Baelish), Alfie Allen (Theon Greyjoy), Isaac Hempstead-Wright (Bran Stark), i Conleth Pujol (Lord Varys) no apareixen i no s'acrediten. A l'actor Iain Glen (Jorah Mormont) se li posa un "amb" etiqueta al final de l'obertura acredita alineació per primera vegada. Contràriament als informes de premsa anteriors, [1] Diana Rigg (Olenna Tyrell) va quedar acreditada únicament com una estrella convidada en l'episodi.

## Audiència

### Nombre de telespectadors
"Dues Espases" va batre el rècord d'audiència de Game of Thrones, establert amb l'episodi 6 de la temporada passada. 6.640.000 persones van veure l'emissió estrena, [1] i quan es combina amb respiradors encore, aquest nombre es va elevar a 8,2 milions de televidents totals. [2] Es tracta de més altes qualificacions d'HBO per a qualsevol programa des de l'episodi final de The Sopranos. [3]

### Crítica
L'estrena de la temporada va rebre crítiques positives. El crític d'IGN, Matt Fowler va donar a l'episodi 1 8.5/10, i va escriure "Dues Espases" és una sòlida estrena tinc, encara que certament no va ocultar el fet que l'espectacle, després de la Boda Roja, va a serpentejar possiblement més que la gent pugui gaudir o esperar ". [1] Dos comentaris de The A.V. Club van ser escrits, amb una destinada a aquells que han llegit les novel·les i una altra per als que no han. Revisió dels lectors de novel·les, Todd VanDerWerff va donar un episodi "A-", [2] mentre que Erik Adams, qui va revisar els no lectors, va qualificar l'episodi de "B +" [3] Myles McNutt a Cultural Learnings també li va donar a l'episodi una crítica positiva; singularitzar a l'escena final amb Arya i Sandor com a millor seqüència de l'episodi. [4]